# Colegio de Contadores Públicos y Auditores de Guatemala
El Colegio de Contadores Públicos y Auditores de Guatemala es una asociación gremial sin fines de lucro, fundado el 1 de Junio del año 2005; que reúne a los Contadores Públicos y Auditores del país para que puedan ser colegiados y así ejercer su profesión legalmente (en cumplimiento al artículo 90 de la Constitución Política de la República de Guatemala y a la Ley de Colegiación Profesional Obligatoria Decreto Número 72-2001 del Congreso de la República de Guatemala) en el ámbito correspondiente para que desempeñe de manera honorable. Este colegio es la entidad rectora de la profesión de contaduría pública y auditoría en el país, así como es el encargado de la investigación, desarrollo e implementación en lo referente a las normas, procedimientos y técnicas de contabilidad y auditoría. La rectoría de la carrera le pertenecía anteriormente al Instituto Guatemalteco de Contadores Públicos y Auditores (IGCPA).

## Marco Legal
La creación y el funcionamiento del Colegio de Contadores Públicos y Auditores de Guatemala se encuentra basado en las siguientes leyes:
- Constitución Política de la República de Guatemala (Artículo 90).
- Ley de Colegiación Profesional Obligatoria, Decreto 72-2001 del Congreso de la República de Guatemala.
- Estatutos.
- Reglamento de Elecciones.
- Reglamento de Prestaciones.
- Reglamento de Colegiación.
- Reglamento de la Unidad Académica.
- Código de Ética Profesional.
- Reglamento de Apelaciones ante la Asamblea de Presidentes de los Colegios Profesionales.

## Historia
- 2005: el 1 de junio de ese año se creó el colegio.
- 2005: el 9 de junio de ese año el colegio emitió sus estutos.
- 2007: el 20 de diciembre de ese año el colegio junto con el IGCPA publican la adopción de las Normas Internacionales de Auditoría (NIA), Normas Internacionales de Contabilidad-Normas Internacionales de Información Financiera (NIC-NIIF).
- 2010: el 7 de julio de ese año el colegio publican la adopción de las Normas Internacionales de Información Financiera para Pequeñas y Medianas Empresas (NIIF para PYMES)

## Organización
Los colegios profesionales se integran con los órganos siguientes, de acuerdo al art. 8 de la Ley de Colegiación Profesional Obligatoria: 
a) Asamblea General; 
b) Junta Directiva;
c) Tribunal de Honor, y 
d) Tribunal Electoral.

### La Asamblea General
Es el órgano superior del Colegio de Contadores Públicos y Auditores de Guatemala, y se integra con la reunión de sus miembros activos, en sesión ordinaria o extraordinaria.  Todas las sesiones de la Asamblea General, serán presididas por el presidente de Junta Directiva o quien haga sus veces, con la asistencia del Secretario o quien lo sustituya.

### La Junta Directiva
Es el órgano ejecutivo del Colegio de Contadores Públicos y Auditores de Guatemala y se integra con siete miembros electos por la Asamblea General:  
- Presidente;
- Vicepresidente;
- Vocal I;
- Vocal II;
- Secretario;
- Prosecretario; y
- Tesorero.

### El Tribunal de Honor
Es el órgano disciplinario, que vela por la ética profesional de los colegiados.  Se integra por nueve miembros, los cuales son: 
- Presidente;
- Vicepresidente;
- Secretario; y
- Cuatro Vocales; y
- Dos miembros suplentes.

### El Tribunal Electoral
Es el órgano superior en materia electoral se integra por cinco miembros titulares:
- Presidente;
- Secretario; y
- Tres Vocales; y
- Dos miembros suplentes.